# 2393 Suzuki
2393 Suzuki (1955 WB) là một tiểu hành tinh nằm phía ngoài của vành đai chính được phát hiện ngày 17 tháng 11 năm 1955 bởi M. Laugier ở Nice.